# Juan Ponce de Cabrera
Juan Ponce de Cabrera (m. Córdoba, 1328), conocido también como Juan Ponce de León, fue un noble castellano de la Casa de Cabrera de Córdoba, hijo de Pedro Pérez Ponce de León y de Toda Álvarez de Alagón.
Fue señor de Cabra, de la mitad del castillo de Garcíez, y de la Torre de Pajares. Algunos autores afirman que fue adelantado mayor de la frontera de Andalucía entre 1322 y 1326, aunque oficialmente no está incluido en la lista de los que ejercieron ese cargo. Pero se rebeló contra Alfonso XI de Castilla al negarse a entregar el castillo de Cabra a la Orden de Calatrava y por ello y por los desmanes que cometió durante la minoría de edad de dicho monarca fue ejecutado públicamente en la ciudad de Córdoba a principios de 1328 junto con Pedro Alfonso de Haro, señor de Chillón.
El historiador y eclesiástico Manuel Nieto Cumplido lo calificó en 1991 como «uno de los nobles más funestos en la vida de Córdoba del primer cuarto del siglo XIV». Sin embargo, el historiador decimonónico Manuel de la Corte y Ruano elogió al personaje en un artículo publicado en 1843 en La Floresta Andaluza y pretendió excusarle de parte de sus delitos. Y en la revista El Entreacto se publicó en 1839 un relato ficticio titulado El castillo de Cabra que tiene como uno de sus protagonistas a Juan Ponce de Cabrera, cuya ejecución es narrada en la novela Caballeros de la Banda o las revueltas de Castilla, de José María de Andueza.

## Orígenes familiares
Fue hijo de Pedro Pérez Ponce de León, genearca de la Casa de Cabrera de Córdoba, y de Toda Álvarez de Alagón, y era nieto por parte paterna de Pedro Ponce de Cabrera y de Aldonza Alfonso de León, hija ilegítima de Alfonso IX de León. Por parte materna era nieto de Roldán de Alagón y de Sancha de Pallás.
Fue hermano, entre otros, de Arias de Cabrera, señor de la Casa de Cabrera de Córdoba, y de Toda Pérez Roldán de Cabrera, que contrajo matrimonio con Pedro Díaz Carrillo de Toledo, adelantado de Cazorla, y hermano de Gonzalo Díaz Palomeque, arzobispo de Toledo.

## Biografía

### Juventud y actuaciones durante la primera parte de la minoría de edad de Alfonso XI (1312-1319)

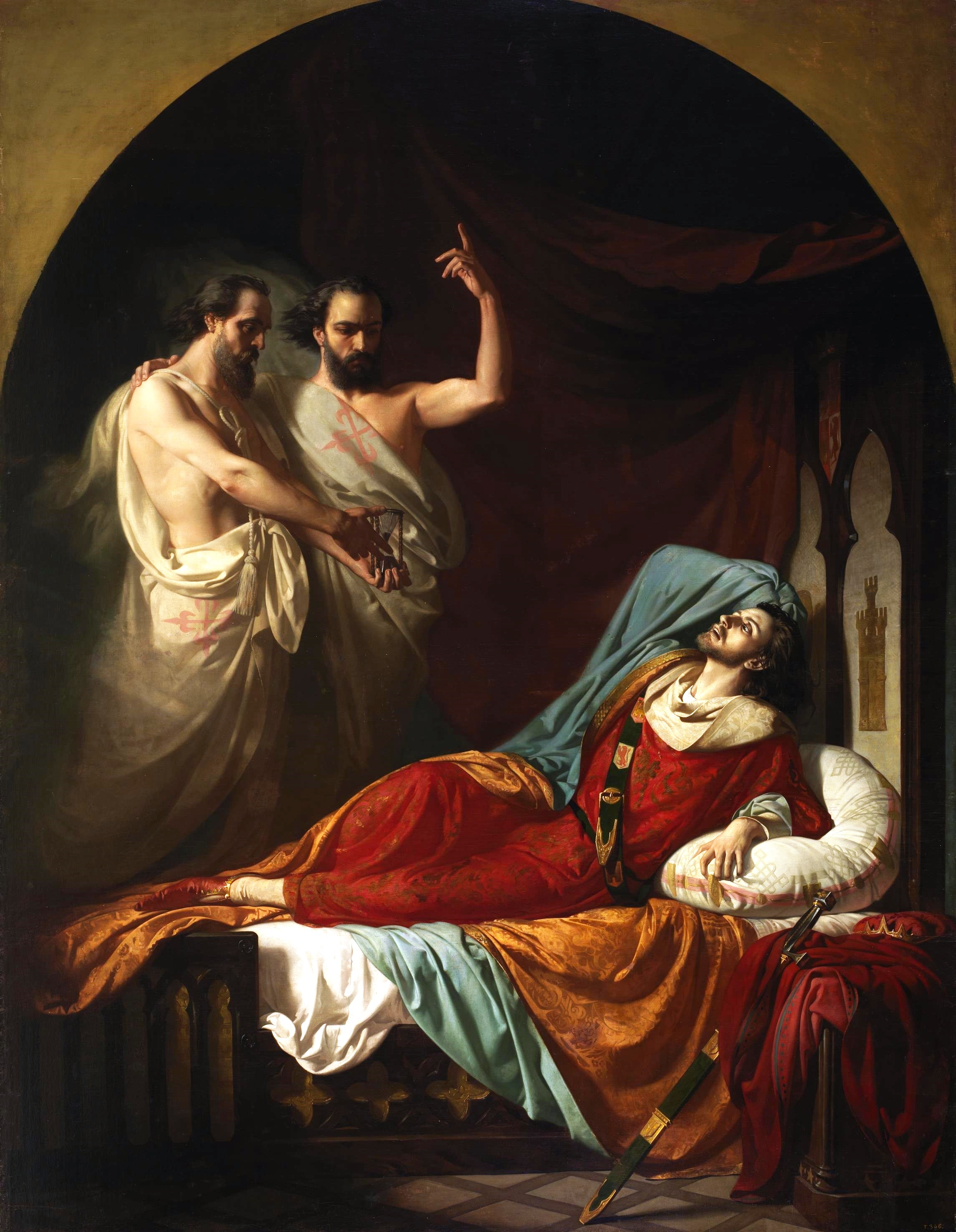
Últimos momentos de Fernando IV el Emplazado. Óleo sobre lienzo de José Casado del Alisal. 1860. (Palacio del Senado de España).

Se desconoce su fecha de nacimiento. Su padre, Pedro Pérez Ponce de León, fue comendador mayor y trece de la Orden de Santiago, y regidor de la ciudad de Córdoba, donde poseía numerosos bienes y casas principales en las colaciones de Santa María, que posteriormente heredaría su hijo Juan Ponce de Cabrera, y en la del Salvador. Algunos historiadores señalaron que falleció probablemente en 1280 en la batalla de Moclín, donde perdieron la vida numerosos caballeros de la Orden de Santiago, aunque otros dan por cierta con total seguridad esa posibilidad.
Juan Ponce de Cabrera fue al final de su vida señor del castillo y de la villa cordobesa de Cabra, cuya tenencia había estado varias décadas antes en manos de su tío Rodrigo Alfonso de León, que era hijo ilegítimo de Alfonso IX de León, y heredó además de su padre numerosas propiedades en la ciudad de Córdoba, entre las que se incluían unas casas principales en la colación de Santa María y un baño junto a ellas que eran conocidos como «Casas de Juan Ponce» o de «Juan Ponce de Cabrera» y «Baño de don Juan Ponce», y que según diversos historiadores habían pertenecido a los Ponce de Cabrera desde poco después de que la ciudad fuera conquistada por el rey Fernando III de Castilla en 1236. Hay constancia de que dichas casas y el baño estaban situadas cerca de la Puerta de Almodóvar y en la calle de Almanzor, que antiguamente era conocida como calle del Baño de don Juan Ponce.
  

El rey Fernando IV de Castilla, que era primo carnal de Juan Ponce de Cabrera, falleció en Jaén el día 7 de septiembre de 1312, y el nombre de Juan Ponce es mencionado en el documento por el que la reina Constanza de Portugal, viuda de ese monarca y madre de Alfonso XI, fundaba un aniversario en memoria de su difunto esposo, que estaba sepultado en la Mezquita-catedral de Córdoba, el día 4 de octubre de 1312. El 18 de noviembre de 1315, en Jaén, Juan Ponce de Cabrera y su cuñado Pedro Díaz Carrillo de Toledo, que estaba casado con su hermana Toda Pérez Roldán de Cabrera, alcanzaron un acuerdo y realizaron un pleito homenaje sobre la posesión del castillo de Garcíez, y se reconoció que la mitad del castillo pertenecería a Juan Ponce de Cabrera y a su esposa Inés Enríquez, de lo que se deduce que la primera esposa de Juan Ponce, María Fernández de Cárcamo, debió morir antes de 1315.

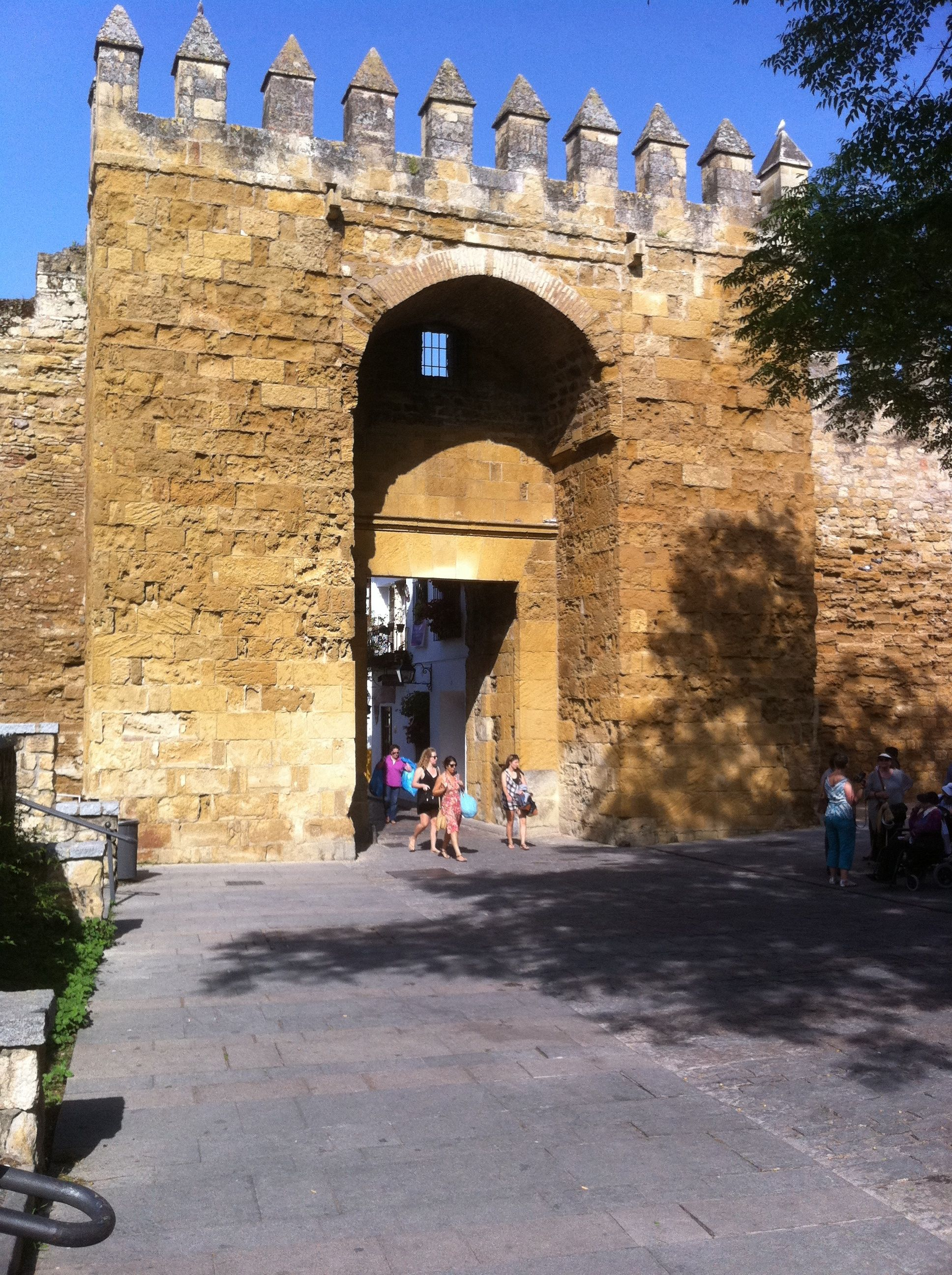
La Puerta de Almodóvar de Córdoba.

La muerte de los infantes Pedro y Juan de Castilla en el Desastre de la Vega de Granada, ocurrido en 1319, supuso el ascenso al poder absoluto en la Corte castellana del infante Felipe de Castilla, hijo de la reina María de Molina y apoyado por esta, de Don Juan Manuel, nieto de Fernando III, y de Juan el Tuerto, hijo del infante Juan y nieto de Alfonso X, ya que cada uno de ellos controlaba una determinada zona geográfica de Castilla e intentaban alcanzar un mayor protagonismo político y ser nombrados tutores del rey Alfonso XI en sustitución de los infantes Pedro y Juan, a pesar de que en la Concordia de Palazuelos y en las Cortes de Burgos de 1315 quedó establecido que en caso de que alguno de los tres tutores muriese continuaría siéndolo aquel que quedase con vida, lo que legalmente convertía a la reina María de Molina en la única tutora legítima de su nieto. A causa de todo ello, en Castilla comenzó, como señaló Manuel García Fernández, un periodo de anarquía y de auténtica «guerra civil», y dicho historiador también subrayó la circunstancia de que Don Juan Manuel y Juan el Tuerto fueron apoyados por el rey Jaime II de Aragón.
El día 26 de agosto de 1319, dos meses después del desastre castellano en la Vega de Granada, los representantes de los concejos que integraban la Hermandad General de Andalucía se reunieron en Peñaflor y decidieron tomar una serie de medidas preventivas de cara al vacío de poder y a los conflictos que se avecinaban por la muerte de los dos tutores del rey, y acordaron admitir en la Hermandad a los nobles más destacados que tuvieran «intereses en la frontera» con el reino nazarí de Granada, como Juan Ponce de Cabrera y su pariente Pedro Ponce de León el Viejo, que llegaría a ser señor de Marchena. En dicha reunión también se aprobó controlar el uso que se daría a las rentas de la Corona, a fin de garantizar la defensa de las fronteras terrestre y marítima con el reino granadino, y que ninguno de los concejos de la Hermandad apoyaría a ninguno de los que aspiraban a ejercer la tutoría del rey, a menos que lo hicieran el resto de los mismos. También se dispusieron una serie de medidas concernientes al adelantado mayor de la frontera de Andalucía, Alfonso Fernández de Córdoba, que debería guardar y defender los ordenamientos de dicha Hermandad.

### La revuelta de Córdoba (1320)

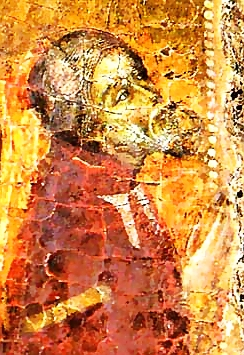
Retrato que se supone representa a Don Juan Manuel, nieto del rey Fernando III de Castilla. (Catedral de Murcia).

En Andalucía comenzaron las discordias entre los partidarios de Don Juan Manuel y los del infante Felipe, y Juan Ponce de Cabrera, que era primo segundo de Don Juan Manuel por ser los dos bisnietos del rey Alfonso IX de León, fue uno de sus más decididos y principales partidarios en Córdoba. A pesar de que la mayor parte de las ciudades de Andalucía respaldaban al infante Felipe, Don Juan Manuel contaba con numerosos partidarios en Córdoba, entre los que figuraban el propio Juan Ponce de Cabrera, Fernando Gutiérrez, obispo de Córdoba, Fernando Díaz Carrillo, señor de Santa Eufemia y alcalde mayor de Córdoba, Pedro Díaz, hermano del anterior, y Pedro Alfonso de Haro, señor de Chillón, siendo algunos de ellos mencionados, como señaló Sanz Sancho, en el capítulo XXVIII de la Crónica de Alfonso XI. Los principales partidarios cordobeses del infante Felipe y de la reina María de Molina eran Arias de Cabrera, hermano de Juan Ponce de Cabrera, Alfonso Fernández de Córdoba, señor de Cañete de las Torres, adelantado mayor de la frontera de Andalucía y alguacil mayor de Córdoba, Fernando Alfonso de Córdoba, hijo del anterior y alguacil mayor de Córdoba por delegación de su padre, Pay Arias de Castro, señor de Espejo y alcaide del alcázar de Córdoba, Martín Alfonso de Córdoba, hermano del anterior y alférez mayor de Córdoba, y Pedro Ximénez de Góngora, señor de Cañaveral.

En el otoño de 1320 hubo graves enfrentamientos en Córdoba entre los partidarios de Don Juan Manuel y los oficiales reales que representaban a la Corona y defendían la legalidad vigente. Los representantes municipales de la ciudad solicitaron a la reina María de Molina, madre del difunto Fernando IV de Castilla y abuela de Alfonso XI, que destituyese a los alcaldes y al alguacil de la ciudad y les permitiese designar a los que ellos eligieran en asamblea vecinal. Pero la reina no accedió a sus demandas, argumentando que el privilegio de nombrarlos siempre había correspondido al rey, y les aconsejó que cuando se reunieran las Cortes del reino enviaran sus «mandaderos» para que presentaran allí sus peticiones y todo quedara resuelto en beneficio del rey y de la propia ciudad de Córdoba, según consta en la Crónica de Alfonso XI. El historiador Manuel García Fernández subrayó que bajo tales alborotos y reclamaciones lo que realmente subyacía era el enfrentamiento entre los dos bandos del patriciado urbano cordobés por controlar la ciudad y su reino, ya que la clásica interpretación de que se trataba de un conflicto entre los nobles y el pueblo, que en realidad llevaba mucho tiempo alejado del poder municipal, carece de fundamento en la actualidad.

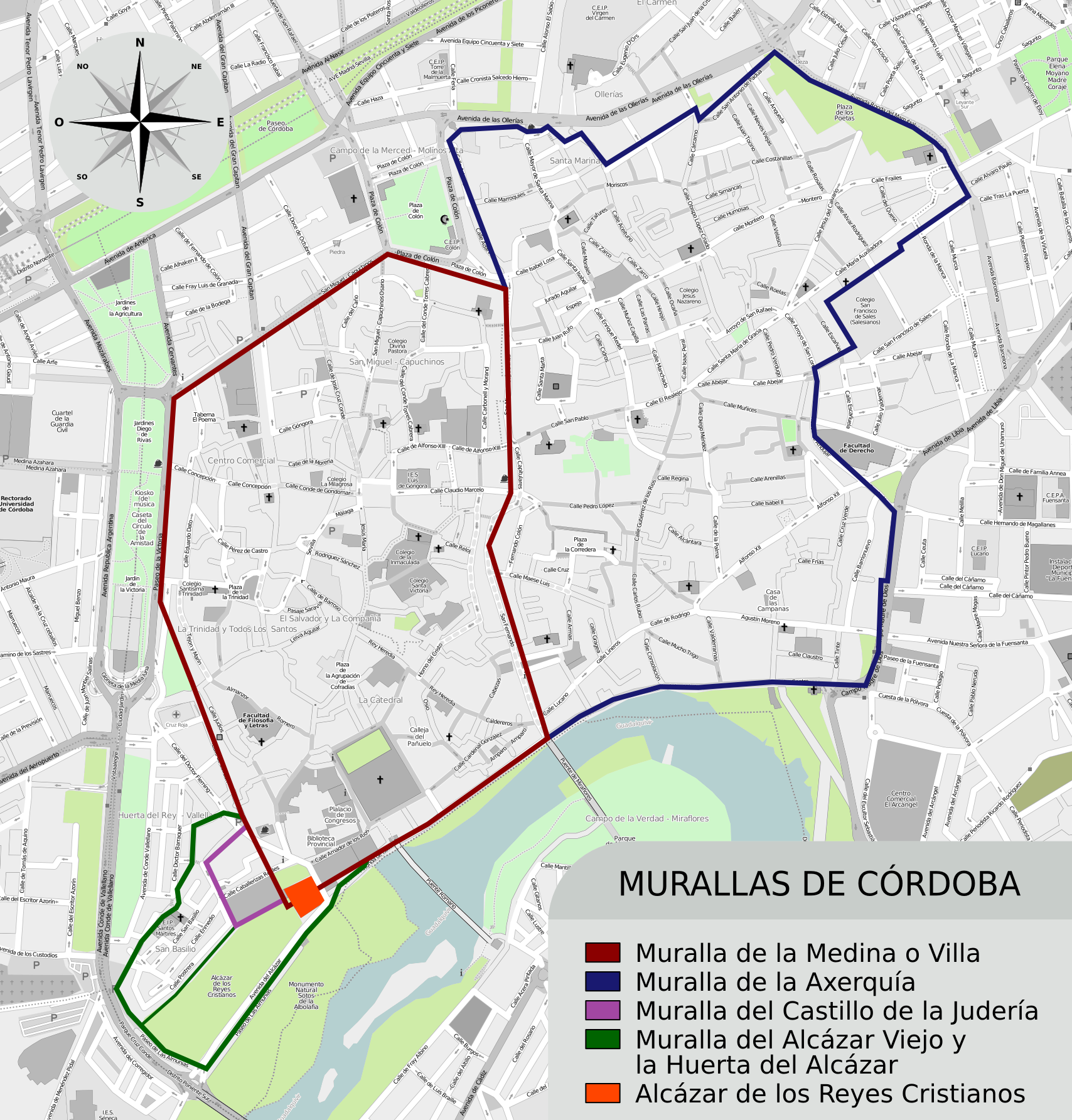
Mapa de las murallas de Córdoba.

Pero la negativa de la reina María de Molina a satisfacer las exigencias de los cordobeses provocó el descontento popular, y a pesar de que los partidarios del infante Felipe y de la reina intentaron defender la legalidad vigente, Juan Ponce de Cabrera y los suyos solicitaron a Don Juan Manuel que acudiera a Córdoba, ya que estaban dispuestos a reconocerle como tutor del rey. A continuación se alzaron en armas contra sus adversarios y ocuparon por la fuerza la zona de Córdoba conocida como la Axerquía, donde tapiaron dos de las puertas que comunicaban ese sector con la parte superior de la ciudad, siendo una de ellas probablemente la conocida como Puerta del Hierro y la otra la Puerta de la Pescadería, como afirmó el historiador José Manuel Escobar Camacho. Después ocuparon el castillo del Puente y otras torres de la ciudad y obligaron a sus enemigos a refugiarse en el alcázar, que comenzaron a asediar y cuyo alcaide era Pay Arias de Castro, produciéndose además numerosos muertos y heridos por ambas partes. Los protagonistas de la revuelta fueron Juan Ponce de Cabrera, el obispo de Córdoba, Fernando Gutiérrez, el señor y alguacil de Santa Eufemia, Fernando Díaz, el hermano de este último, Pedro Díaz, y Pedro Alfonso de Haro, y todos ellos, a excepción del obispo, eran vasallos del rey y tenentes de algunas fortalezas.
Sin embargo, cuando los defensores del alcázar, que eran acaudillados por Pay Arias de Castro, alcaide de la fortaleza, y por Alfonso Fernández de Córdoba, adelantado mayor de la frontera, tuvieron conocimiento de que Don Juan Manuel se encontraba a dos leguas de Córdoba, negociaron su rendición y abandonaron la ciudad acompañados por sus esposas, según consta en el capítulo XXXII de la Gran Crónica de Alfonso XI:

En el alcaçar de Cordoua estaua Payo Arias de Castro, que lo tenie por el rrey, e Fernan Alfonso que era alguacil en la çibdad por el rrey, e pieça de otros caualleros de gente de la çibdad; e Pero Diaz hermano de don Fernando Diaz e Pero Alonso vno que se llamaua de Haro e el obispo de Cordoua e Joan Ponçe de Leon tomaron boz con el pueblo por don Joan hijo del ynfante don Manuel contra Alfonso e Payo Arias e Fernando Alfonso, e contra todos los que tenían con ellos que eran en la çibdad oficiales del rrey; e fueron armados contra el alcaçar; e fueron ay omes feridos e muertos. Edesque los del alcaçar supieron que don Joan fijo del ynfante don Manuel era a dos leguas de la çibdad, fueron muy desmayados, e fueronse del alcaçar e llevaron sus mujeres que tenían ay, e desanpararon el alcaçar e fueronse dende como omes de mala ventura. E otro dia llego ay don Joan e fallo el alcaçar desanparado e tomolo.

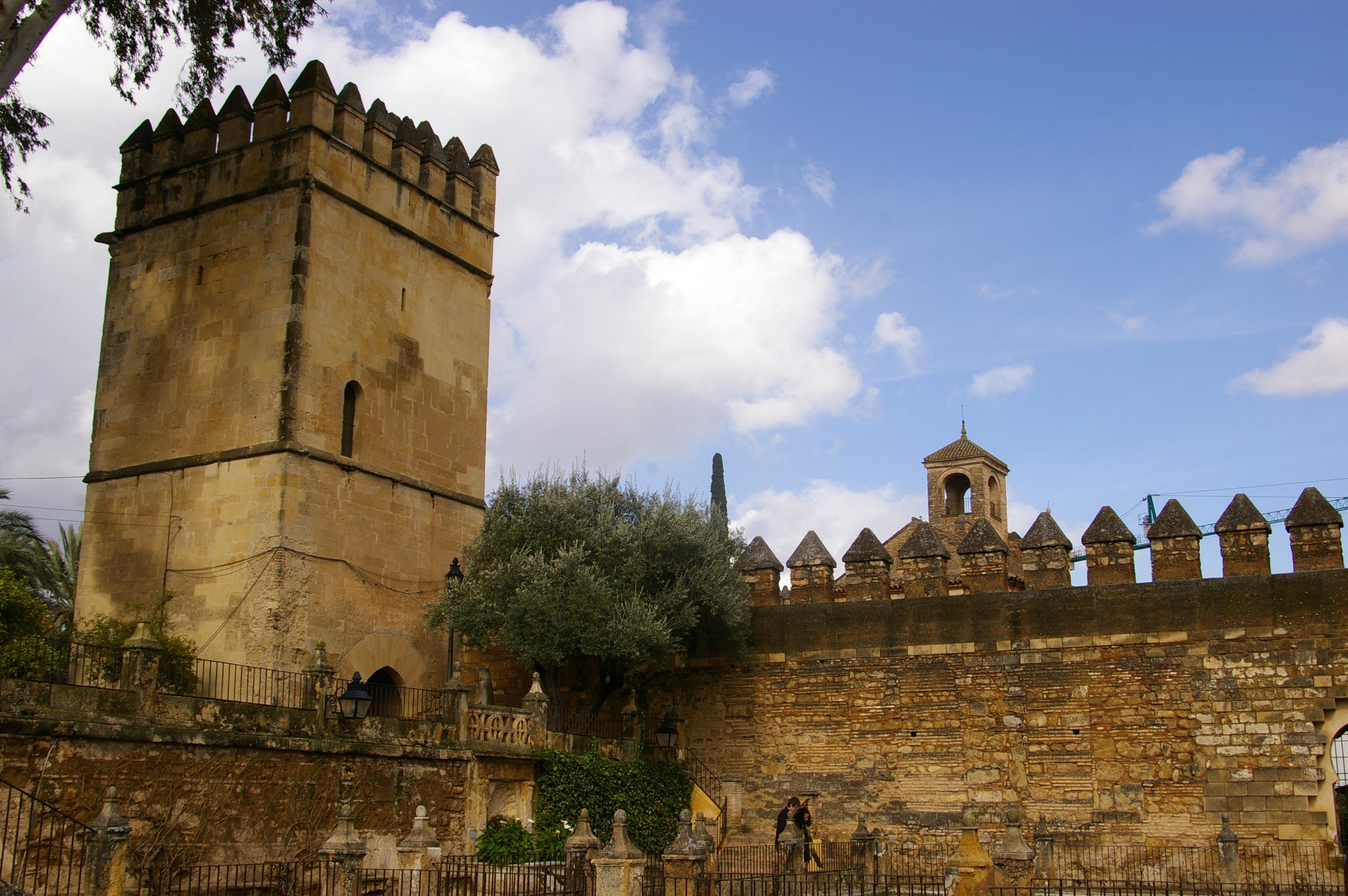
Alcázar de los Reyes Cristianos. (Córdoba).

Pay Arias de Castro y sus compañeros abandonaron el alcázar junto con todos aquellos que defendían lo establecido por la Hermandad General de Andalucía y se refugiaron en Castro del Río, municipio al que posteriormente le sería concedido el título de «Leal» por Alfonso XI de Castilla, junto con otras mercedes, pero las posesiones y rentas de los que se refugiaron en dicho lugar fueron confiscadas por los partidarios de Don Juan Manuel, según afirmó Braulio Vázquez Campos.
En septiembre de 1320 los nobles que se habían apoderado de Córdoba, entre los que se contaba Juan Ponce de Cabrera, pactaron con Don Juan Manuel y le reconocieron como tutor del rey Alfonso XI, a cambio de que aprobara las demandas que los cordobeses habían presentado anteriormente a la reina María de Molina, aunque dicho reconocimiento quebrantaba los acuerdos pactados en Peñaflor el día 23 de abril de 1320 por los integrantes de la Hermandad General de Andalucía, ya que allí se había establecido que el tutor del rey debería ser elegido por todos los concejos andaluces de común acuerdo. Poco después, y como revancha hacia los cordobeses, los delegados de los reinos de Jaén y Sevilla, los refugiados en Castro del Río, y el resto de los concejos de la frontera con Granada nombraron al infante Felipe tutor del rey.
En el otoño de 1320 Don Juan Manuel ya actuaba como tutor del rey en Córdoba, donde designó a quince «hombres buenos» para que fueran los regidores de la ciudad, y confirmó privilegios, franquezas y mercedes, como el que otorgó el día 26 de noviembre de 1320 al convento de San Pablo de Córdoba, con el que Juan Ponce mantenía excelentes relaciones, y por el que aseguraba a dicho cenobio su derecho a recibir 1000 maravedís anuales procedentes de las rentas derivadas de la aduana de Córdoba. EL infante Felipe de Castilla, por su parte, prometió en Arjona el día 25 de diciembre de 1320, en nombre de su sobrino Alfonso XI, guardar y respetar los privilegios y franquezas de la Hermandad General de Andalucía, haciendo para ello «jura y homenaje» a sus concejos, a excepción del de la ciudad de Córdoba, que quedó excluido.
El periodo comprendido entre los años 1320 y 1328, en que la ciudad de Córdoba estuvo gobernada por los regidores designados por Don Juan Manuel, fue un periodo inestable y lleno de conflictos sociales, políticos, hacendísticos y fronterizos, ya que mientras los reinos de Jaén y Sevilla permanecían en paz con los musulmanes granadinos, los cordobeses fueron atacados por ellos por no haber sido incluidos en la Paz de Baena de 1320, donde los andaluces y el rey Ismail I de Granada acordaron una tregua de ocho años, pero a propuesta de este último Córdoba y su territorio quedaron excluidos de la misma por haber reconocido a Don Juan Manuel como tutor del rey en contra de lo acordado anteriormente por los concejos de la Hermandad general andaluza. Por todo ello el territorio cordobés sufrió los ataques de los granadinos y los nobles de esa zona se vieron obligados a luchar permanentemente contra los musulmanes, como destacó Lora Serrano.

### Actuaciones durante el último periodo de la minoría de edad de Alfonso XI (1322-1324)

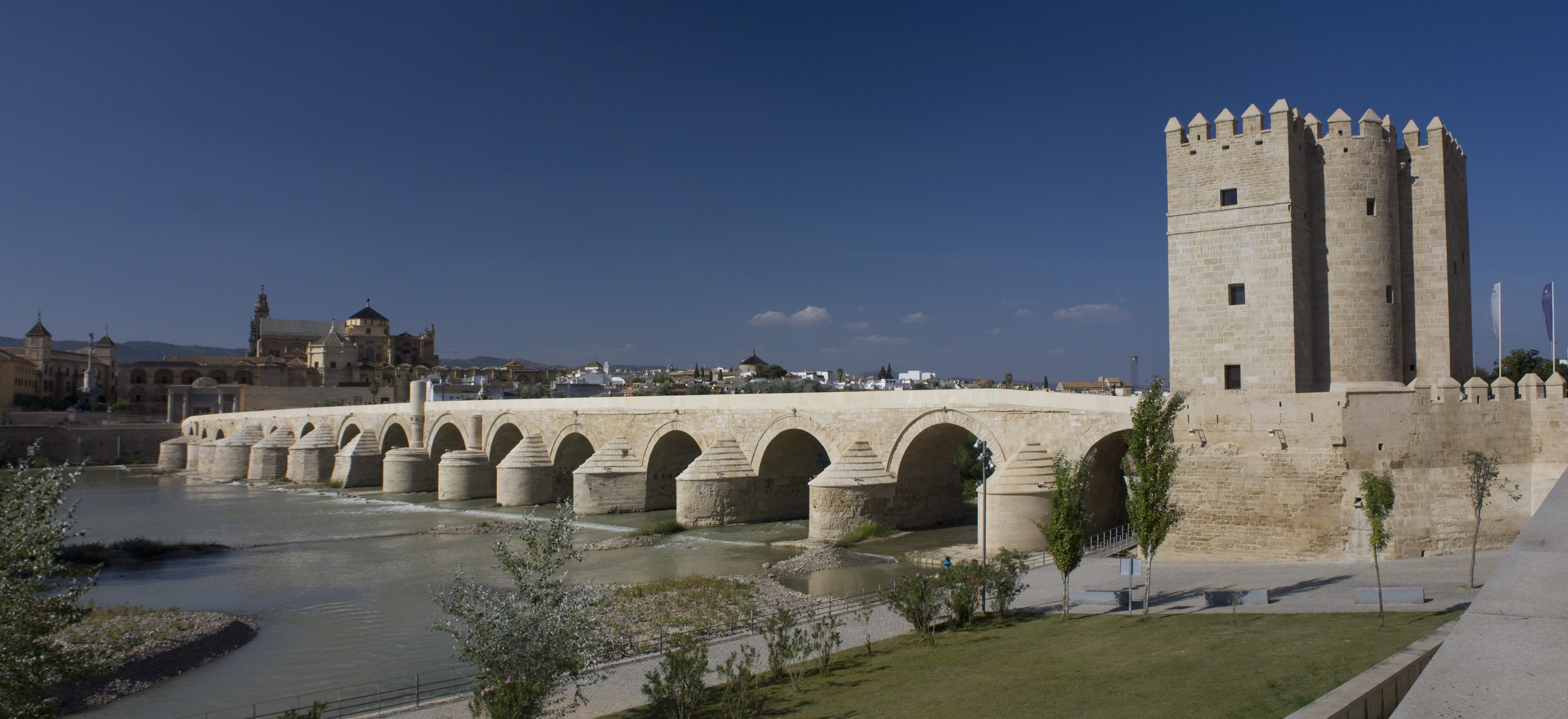
Vista de la torre de la Calahorra y del puente romano de Córdoba.

En 1322 Juan Ponce comenzó a ejercer el cargo de adelantado mayor de la frontera de Andalucía, y el día 19 de febrero de ese mismo año donó al cabildo catedralicio de Córdoba para sufragios por el alma de su difunta esposa, María Fernández de Cárcamo, el cortijo de Montefrío, que tenía una extensión de 42 yugadas y 40 aranzadas, tres casas en la colación de San Salvador, dos olivares en la Albaida y tres viñas en Mirabuenos y en Torre Menada, aunque el cabildo permitió que el donante dispusiera de todos esos bienes mediante un usufructo vitalicio.

En esta época Juan Ponce mantenía buenas relaciones, según Nieto Cumplido, con la Mezquita-catedral de Córdoba, a la que había donado diversos bienes, y con la Orden de Calatrava, pero entre los años 1322 y 1323, como señaló Sanz Sancho, los partidarios de Juan Ponce y él mismo se apoderaron ilegalmente y «en la práctica» de las rentas que la Corona recaudaba en el almojarifazgo de la ciudad de Córdoba, y Sanz Sancho señaló que todos ellos lo hicieron valiéndose del método de apoderarse de los arrendamientos de esas rentas y establecer la cantidad que deberían producir, y al mismo tiempo todos ellos se negaron a abonar al cabildo catedralicio cordobés el diezmo de esas rentas que le correspondía. Por todo ello, sus buenas relaciones con el cabildo catedralicio cordobés comenzaron a enturbiarse en 1323 por causa de la recaudación de esos diezmos, ya que tanto los canónigos como él discrepaban en cuanto a la parte que les correspondía.

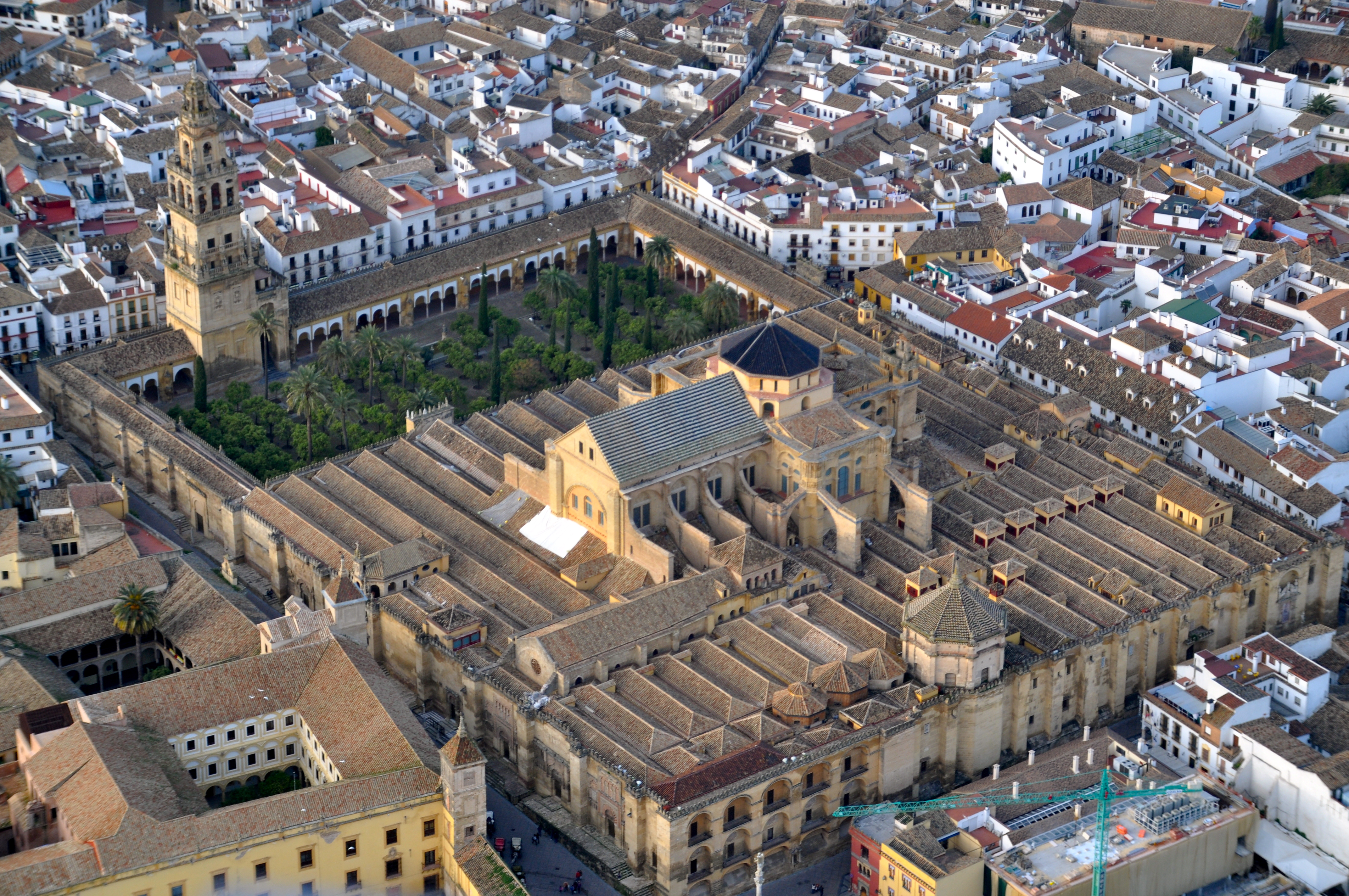
Vista aérea de la Mezquita-catedral de Córdoba.

El 28 de febrero de 1323, mientras se encontraba en Valladolid, Alfonso XI ordenó al alguacil y a los alcaldes de Córdoba, a petición del cabildo catedralicio de dicha ciudad, que permitiesen a la Iglesia de Córdoba recibir el diezmo de las rentas anuales procedentes de la aduana cordobesa, y ordenó a Juan Ponce de Cabrera, que ya había sido excomulgado en varias ocasiones, y a otros nobles que devolvieran a la Iglesia de Córdoba todas las posesiones que le habían sido «usurpadas». Al mismo tiempo el monarca tomó bajo su protección a la Mezquita-catedral de Córdoba, ya que allí estaba enterrado su padre, Fernando IV, a fin de que nadie se atreviera a usurpar sus bienes o quebrantar las franquezas que sus predecesores en el trono habían otorgado al templo, y el día 9 de agosto de 1323 Alfonso XI reiteró al concejo de Córdoba, mientras se encontraba en Medina del Campo, que debería permitir a la Iglesia de Córdoba percibir el diezmo de las rentas anuales de la ciudad.
El 19 de noviembre de 1324 la Orden de Calatrava cedió en «usufructo vitalicio» a Juan Ponce, a su esposa Inés Enríquez, y al hijo de ambos, Pedro Ponce de Cabrera, todos los bienes que poseía en Córdoba como recompensa por los servicios que el primero le había prestado, y ese mismo día, Garci López de Padilla, maestre de la Orden de Calatrava, cedió a Juan Ponce de Cabrera y a su esposa e hijo la Torre de Pajares, situada en el actual término municipal de Montoro, de modo vitalicio y en usufructo.

Durante el periodo de la minoría de edad del rey el concejo de Córdoba se había endeudado progresivamente. Hay constancia de que en 1328 debía, entre otras cosas, trigo a Juan Ponce de Cabrera y dinero a Pedro Alfonso de Haro por la construcción del castillo de Chillón, y para satisfacer esas deudas los quince «hombres buenos» que regían la ciudad se habían visto obligados a tomarlos de algunas rentas reales sin el consentimiento del rey pero con la aprobación de su tutor Don Juan Manuel, aunque el monarca lo sabía.  García Fernández subrayó el hecho de que al prestar trigo y dinero al concejo cordobés ambos nobles se aseguraron de que la ciudad dependiera económicamente de ellos, pues al mismo tiempo aprovecharon para invertir el dinero que aquella les adelantaba en fortificar las localidades de Cabra y Chillón, cuyas fortalezas ocupaban «en nombre y garantía de defensa de la ciudad (de Córdoba)».

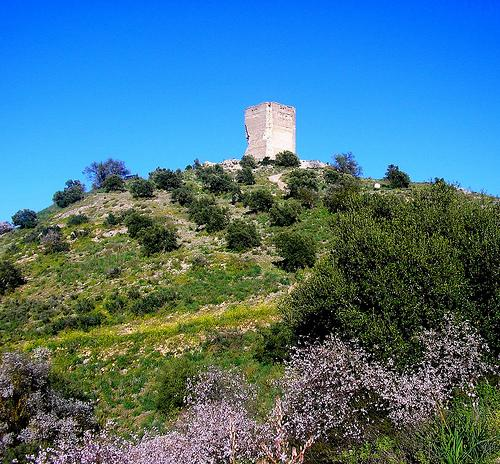
Ruinas del castillo Anzur, en la provincia de Córdoba

### Actuaciones durante la mayoría de edad de Alfonso XI (1325-1328)
En 1325 Alfonso XI alcanzó la mayoría de edad, que fue confirmada en las Cortes de Valladolid de 1325, y comenzó a gobernar personalmente sus reinos. En abril o mayo de 1326 Juan Ponce le exigió al obispo de Córdoba, Fernando Gutiérrez, que había sido nombrado recientemente obispo de Cuenca, que le entregara Castillo Anzur y el castillo de Lucena, situados junto a la frontera con el reino de Granada, y como el prelado se resistió a entregárselos, Juan Ponce y algunos de sus partidarios consiguieron expulsarle de Córdoba. Nieto Cumplido señaló que por aquel entonces Juan Ponce se apoderó también del castillo de Cabra, que pertenecía a la Orden de Calatrava, aunque otros autores señalan que esto último ocurrió en 1328.

No obstante, el obispo Fernando Gutiérrez regresó poco después a Córdoba y fue recibido solemnemente en procesión, y Juan Ponce de Cabrera aprovechó la oportunidad para apresarle a él y a muchos de sus canónigos, pues hay constancia de que el día 1 de junio de 1326 el papa Juan XXII escribió al rey Alfonso XI y a Don Juan Manuel para interceder por el obispo y por los canónigos apresados y también por los bienes que les habían sido confiscados por Juan Ponce de Cabrera. Ese mismo día el papa escribió también al arzobispo de Toledo, Juan de Aragón, para ordenarle que excomulgara al adelantado mayor Juan Ponce de Cabrera y pusiera en entredicho los lugares en los que se encontrara.

Emblema de la Orden de Calatrava.

Sanz Sancho afirmó en 1998 que el obispo Fernando Gutiérrez fue sustituido y trasladado al reino de Portugal en 1328 posiblemente por deseo de Alfonso XI, aunque el mismo historiador afirmó en 2002 que dicho prelado salió de prisión en 1326 y que se dirigió a su nueva sede, el obispado de Cuenca, donde moriría al año siguiente, lo que coincide con lo manifestado por Nieto Cumplido.
En agosto de 1326 Don Juan Manuel derrotó a los musulmanes en la batalla de Guadalhorce, y a principios de noviembre del mismo año Alfonso XI ordenó el asesinato de Juan el Tuerto, que había sido uno de sus tutores junto con el infante Felipe de Castilla y Don Juan Manuel. Cuando este último tuvo conocimiento de ese crimen, abandonó la frontera con Granada por temor al monarca a finales de 1326 o principios de 1327 y se dirigió al reino de Murcia, dejando el cargo de adelantado mayor de la frontera de Andalucía en manos de su primo Juan Ponce de Cabrera, aunque esto último no es mencionado por Vázquez Campos.
Juan Ponce de Cabrera se atrincheró en el castillo de Cabra, donde fue asediado por el maestre de Calatrava, Juan Núñez de Prado, que lo reclamaba en nombre de su Orden, pero los defensores de la villa y el castillo de Cabra derrotaron a las tropas enviadas por el maestre y permanecieron en él, aunque poco después, según consignó Francisco Ruano, Juan Ponce de Cabrera fue despojado por Alfonso XI del cargo de adelantado mayor de la frontera de Andalucía.

#### Proceso y ejecución de Juan Ponce de Cabrera (1327-1328)

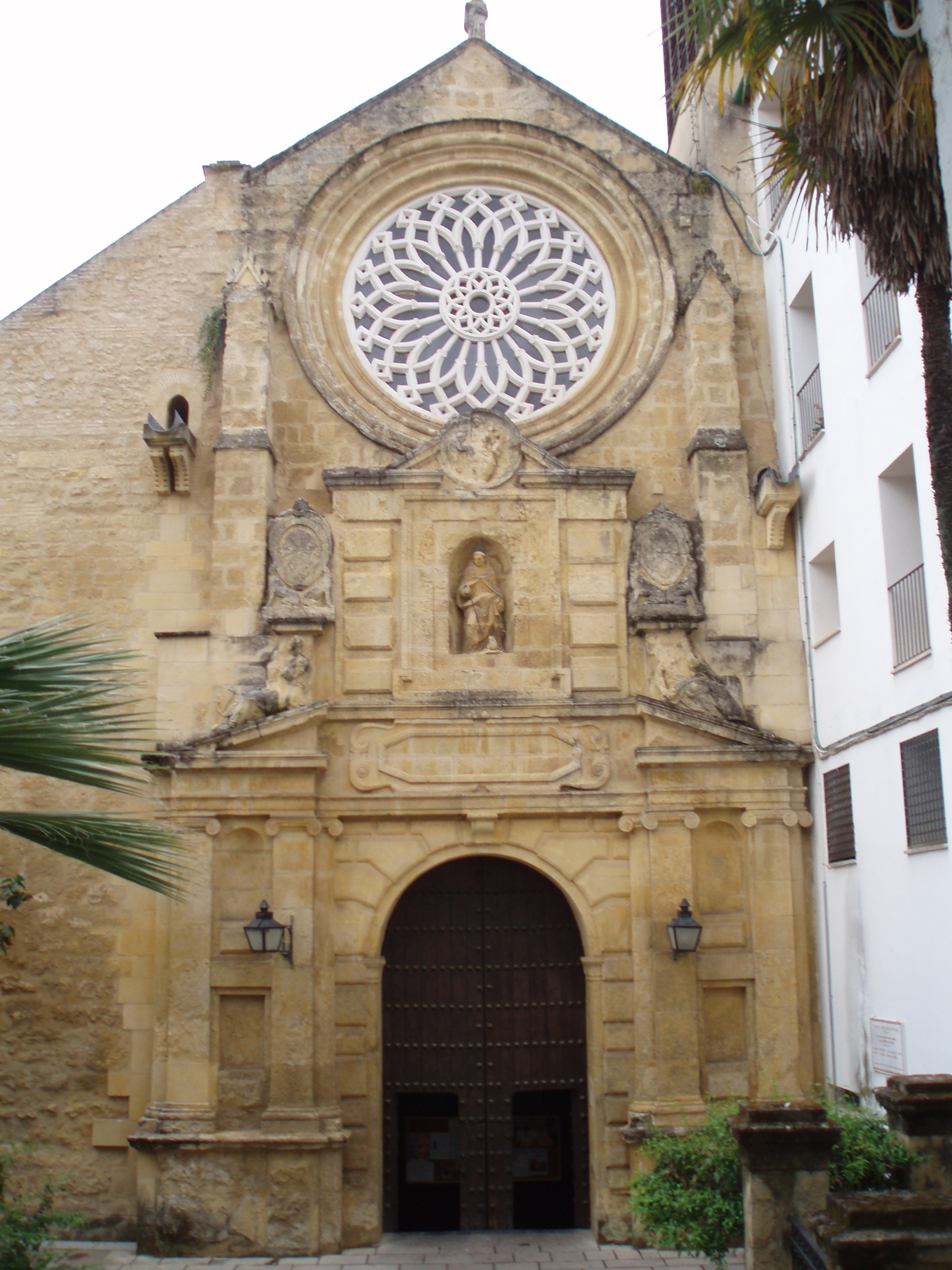
Fachada principal de la iglesia de San Pablo de Córdoba

En 1327, según relató Francisco Ruano, Alfonso XI estuvo en Córdoba y encargó a un «juez pesquisidor» llamado Fernando Gómez que preparara el proceso de todos aquellos que durante el periodo de su minoría de edad habían tomado parte «en la sedicion de las tutorìas», es decir, de todos los que, como Juan Ponce de Cabrera y Pedro Alfonso de Haro, expulsaron a los oficiales reales de la ciudad y nombraron a Don Juan Manuel tutor del rey en la misma, aunque también eran culpables de otros muchos desmanes.
A principios de 1328 Alfonso XI llegó a Córdoba, procedente de Sevilla, y los nobles que en 1320 se habían refugiado en Castro del Río regresaron a Córdoba y empezaron a gobernar la ciudad. El 25 de enero de 1328, mientras se encontraba en dicha ciudad, el monarca confirmó al alcalde mayor de Córdoba, Alfonso Fernández de Córdoba, la posesión del señorío de Cañete de las Torres para que lo poblase a «fuero de Córdoba» y lo defendiese, y el hijo de este último, Fernando Alfonso de Córdoba, regresó junto a su padre y pasó a ser el alguacil mayor de Córdoba.
Mientras el rey se encontraba en Córdoba ordenó a Juan Ponce de Cabrera que entregase el castillo de Cabra a la Orden de Calatrava, a lo que no accedió aquel, ya que declaró que los retenía como prenda por las grandes cantidades de trigo y de dinero que el concejo de Córdoba, al que pertenecían desde que Alfonso X se los entregó por «juro de heredad perpetuo» en 1258, le adeudaba. Por ello y por los desmanes que Juan Ponce había cometido durante su minoría de edad, el monarca ordenó que le procesaran y, una vez examinada la causa por el Consejo Real, el rey ordenó que fueran decapitados Juan Ponce de Cabrera y Pedro Alfonso de Haro, señor de Chillón, junto con otros individuos que habían sido partidarios de Don Juan Manuel y que habían regido la ciudad de Córdoba durante la minoría de edad del rey.
 

A muchos cordobeses les fueron confiscados sus bienes por orden del rey y fueron apresados, y otros fueron condenados a muerte, y los hermanos Martín Gómez y Martín Alfonso de Velasco, que eran vasallos de Juan Ponce de Cabrera, huyeron al reino de Granada y fueron declarados traidores. Sin embargo, el rey demostró cierta magnanimidad y perdonó o absolvió a algunos de los «menos exaltados», como el cirujano Ferrant García o García Fernández del Río, y también ordenó que las dos puertas que habían sido tapiadas en la Axerquía por Juan Ponce y sus compañeros fueran abiertas, y que nadie pudiera edificar casas junto a ellas, a fin de que quedaran como antes de la revuelta de 1320.

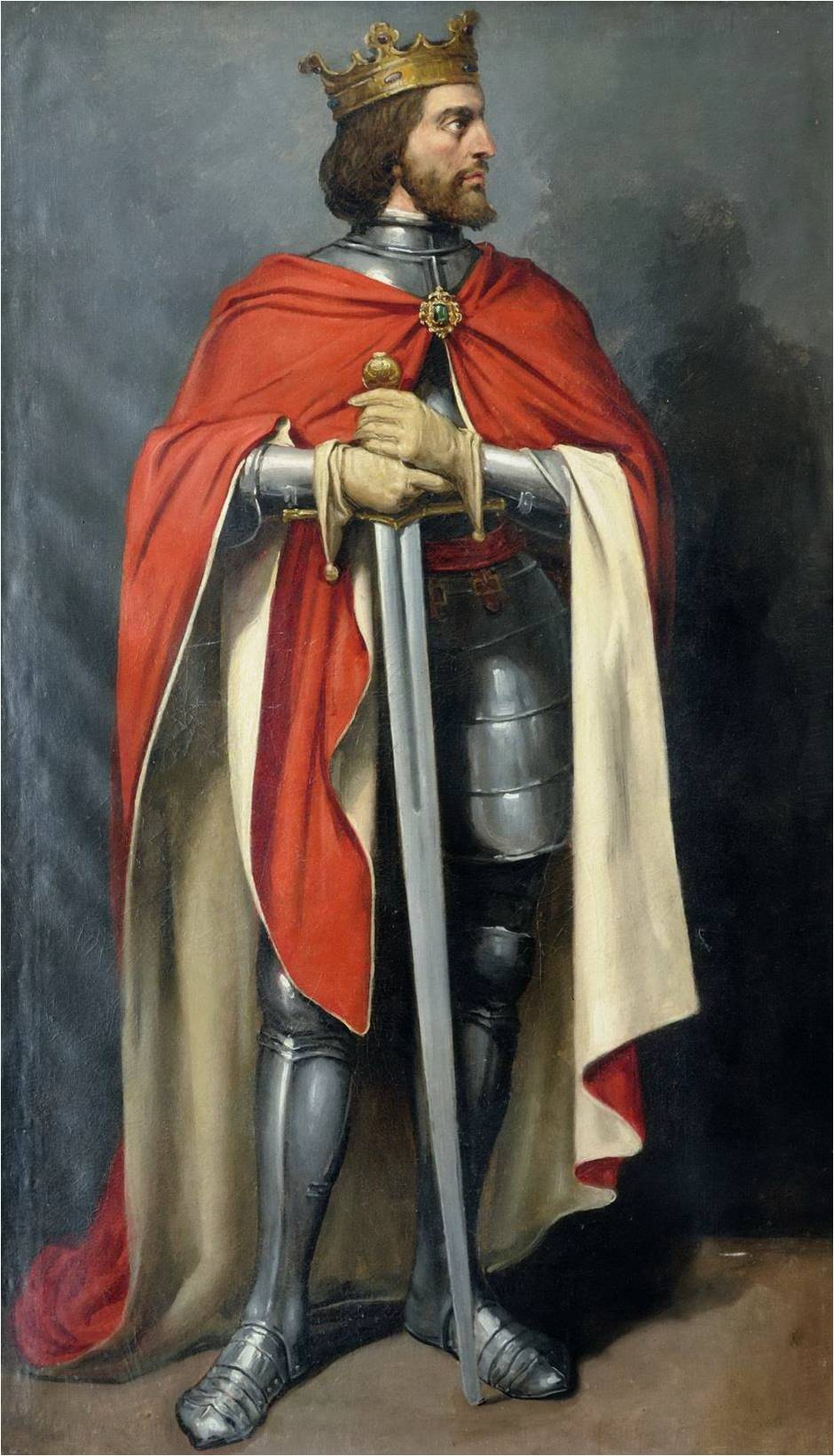
Retrato imaginario de Alfonso XI de Castilla. José María Rodríguez de Losada. (Ayuntamiento de León).

La mayoría de los historiadores señalan que Juan Ponce de Cabrera, Pedro Alfonso de Haro y otros individuos fueron ajusticiados públicamente en Córdoba en enero o febrero de 1328, y así está consignado en la Gran Crónica de Alfonso XI,  pero otros señalaron erróneamente que debió ser ejecutado en 1326, 1327 o incluso 1330.
El historiador Francisco de Rades y Andrada señaló que la condena a muerte de Juan Ponce de Cabrera estuvo relacionada con las violencias que había cometido desde el castillo de Cabra contra los habitantes de los pueblos cercanos a la fortaleza, y en el capítulo LXXX de la Gran Crónica de Alfonso XI consta que Juan Ponce de Cabrera fue ejecutado por negarse a entregar el castillo de Cabra al maestre de la Orden de Calatrava y por los desmanes cometidos durante la minoría de edad de Alfonso XI, lo cual también es relatado de modo idéntico en el capítulo LXV de la Crónica de Alfonso XI:

El rrey partio de Seuilla, e fuese para Cordoua. E en aquel tiempo moraua en esta çibdad don Joan Ponce, que tenie el castillo de Cabra, que era de la horden de Calatraua e no lo querie entregar al maestre. E el rrey demandogelo, e non gelo dio. E por esto, e otrosi por que este don Joan Ponce puso grande alboroto en el tiempo de las tutorías en quanto el rrey estaua en Valladolid, por la qual rrazon esta çibdad se oviera entonces a perder, por esto, e por muchas querellas que fallo del, el rrey mandole cortar la cabeça. E cobro el castillo de Cabra, e mandolo entregar a la horden de Calatraua cuyo era. E otrosi, sabiendo el rrey el estado de la çibdad en que manera avie pasado, fallo que algunos omes dende avien fecho algunas cosas porque meresçian muerte, e mando fazer en ellos justicia.

Tras la ejecución de Juan Ponce de Cabrera, Alfonso XI se apoderó del castillo de Cabra y se lo devolvió a la Orden de Calatrava, y al mismo tiempo, se dispuso que la mitad de los bienes de los condenados a muerte serían confiscados por el fisco real, y la otra mitad quedaría en poder de las viudas de los condenados. Hay constancia de que la viuda de Juan Ponce, Inés Enríquez, conservó la propiedad sobre la finca o cortijo de Casalilla o Cazalilla, según consta en el Libro de diezmos de donadíos de la catedral de Córdoba, que fue analizado en 1979 por Nieto Cumplido.

En otras ocasiones Alfonso XI no mostró tanta severidad, ya que el día 5 de diciembre de 1327, mientras se encontraba en Sevilla, había concedido el perdón a todos los caballeros, «hombres buenos» y vecinos de la villa de Niebla que durante el período de su minoría de edad habían tomado el castillo de la localidad y asesinado a los oficiales designados por el infante Felipe de Castilla, aunque García Fernández destacó que dicho indulto se debió al deseo del monarca de que Niebla y sus aldeas no quedaran despobladas «definitivamente».

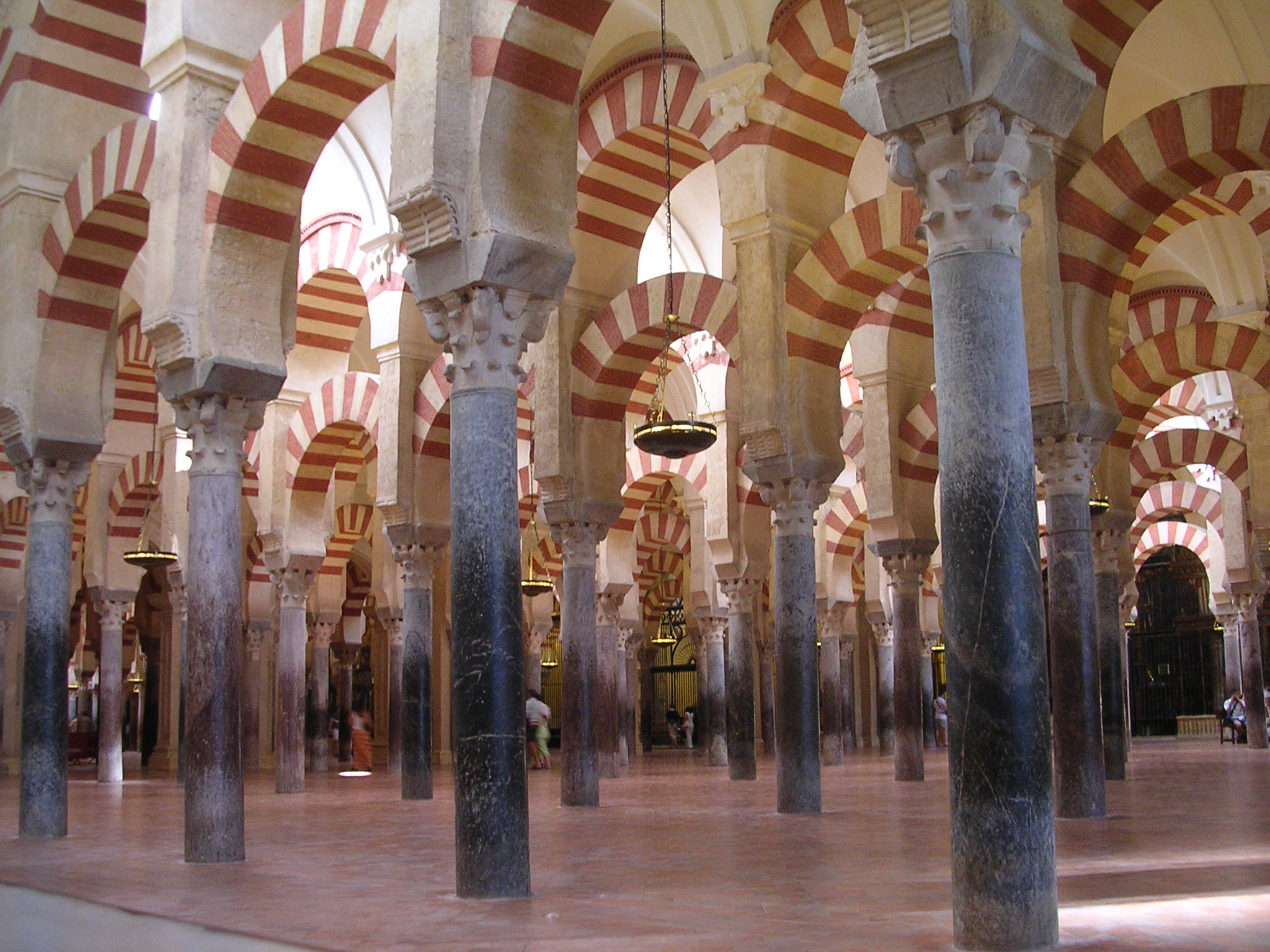
Vista del interior de la Mezquita-catedral de Córdoba, donde fue sepultado Juan Ponce de Cabrera

La historiadora Purificación Martínez, por su parte, relacionó la ejecución de Juan Ponce de Cabrera con las de otros elevados personajes del reino ejecutados por Alfonso XI por razones políticas y de Estado, como en el caso de las de Juan el Tuerto, nieto de Alfonso X y ejecutado en 1326, o las de Álvar Núñez Osorio y Gonzalo Martínez de Oviedo, maestre de la Orden de Alcántara.
El 3 de mayo de 1328, mientras el rey asediaba Escalona, que pertenecía a Don Juan Manuel, envió un ordenamiento a la ciudad de Córdoba en el que respondía a una serie de demandas que le había planteado el concejo de la ciudad, y entre las disposiciones más importantes que Alfonso XI incluyó en dicho ordenamiento figuraban la destitución de todos los oficiales nombrados en 1320 por Don Juan Manuel y el nombramiento de 13 regidores perpetuos para que gobernaran la ciudad.  Ello supuso el encumbramiento, como señaló García Fernández, de los nobles cordobeses que «debían desde el siglo XIII su oficio al rey», que también ordenó, entre otras muchas cosas, que todo el trigo y las otras cosas que el concejo de Córdoba adeudaba a Juan Ponce de Cabrera debería ser entregado al monarca cuando este lo reclamara, y en lo relativo a las deudas y demás obligaciones realizadas por Juan Ponce con el dinero de la ciudad decretó que:

A lo que dezides de algunas debdas e ponimientos que Johán Ponce fizo fazer e dar de lo uestro, al tienpo de las tutorías. A esto tengo por bien que quanto las debdas derechas que se paguen de la manera que dicho es; e quanto de los ponimientos, tengo por bien que los non paguedes por cartas nuestras que vos muestren.

## Sepultura

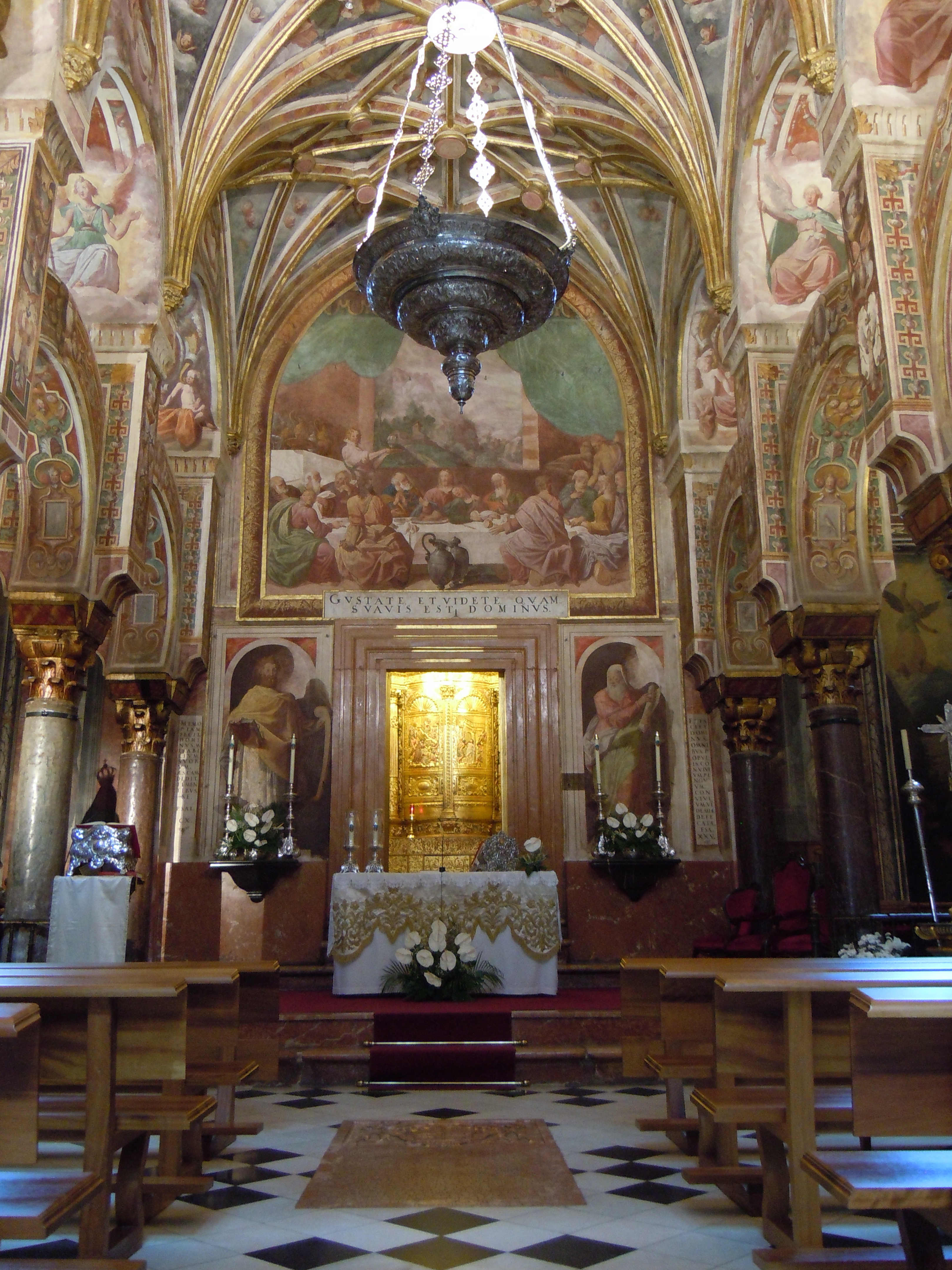
Capilla del Sagrario de la Mezquita-Catedral de Córdoba.

El cadáver de Juan Ponce de Cabrera, según consta en el testamento de su hija Sancha Ponce, otorgado el día 27 de febrero de 1381, recibió sepultura en la capilla de Santiago de la Mezquita-catedral de Córdoba, que había sido fundada por él y por su esposa Inés Enríquez, la cual también fue enterrada allí al igual que su hija Sancha, que ya en su testamento había expresado el deseo de ser sepultada junto a sus padres.
El día 28 de julio de 1330 la viuda de Juan Ponce, Inés Enríquez, dotó la capilla de Santiago y entregó al cabildo 500 maravedís «de la moneda antigua» por la capilla que los miembros de este le permitieron tener en el templo «con cargo de la celebración de la fiesta» del Apóstol Santiago. Francisco Ruano señaló que Inés Enríquez fundó un aniversario, once memorias anuales y una capellanía perpetua por su alma y la de su esposo, y quedó obligada a entregar los 500 maravedís de renta hasta que no los reemplazara por otros bienes raíces, y entretanto esa renta anual provendría de la llamada Aceña del Cascajar, situada junto al río Guadalquivir.
Conviene señalar que a mediados del siglo XVI, como señaló Nieto Cumplido, aún «se recordaba» la obligación de realizar ciertos sufragios en la capilla de Santiago en memoria de Juan Ponce de Cabrera y de su esposa Inés Enríquez, «fundadores» de la misma, aunque en el lugar que ocupó esa capilla se encuentra en la actualidad la capilla del Sagrario de la Mezquita-Catedral de Córdoba, que fue edificada a principios del siglo XVI y está situada en el ángulo suroriental del edificio.

## Matrimonios y descendencia
Existe una gran confusión acerca de la descendencia de Juan Ponce de Cabrera, pero la mayoría de los historiadores coinciden en que contrajo matrimonio por primera vez con María Fernández de Cárcamo, hija de Fernando Íñiguez de Cárcamo, señor de Aguilarejo y alcalde mayor de Córdoba, y de María Lorenzo, habiendo constancia de dicho matrimonio por dos escrituras, otorgada una de ellas el día 14 de octubre de 1254, y la segunda el día 9 de noviembre de 1296. Fruto de su primer matrimonio nació una hija:

Escudo de armas de los Enríquez de Sevilla.

- María Díaz de Cabrera (m. antes de 1381).[130] Falleció sin dejar descendencia, según consta en el testamento de su hermanastra, Sancha Ponce de Cabrera, que fue otorgado en 1381.[131]

Hay constancia de que Juan Ponce contrajo un segundo matrimonio con Inés Enríquez de Arana, hija de Enrique Pérez de Arana, que fue repostero mayor del rey Alfonso X y adelantado mayor del reino de Murcia, y de Constanza de Antillón. Fruto de su segundo matrimonio nació por lo menos una hija: 
- Sancha Ponce de Cabrera (m. después de 1381).[4][131] Contrajo matrimonio con Fernando Enríquez,[135] ricohombre de Castilla y adelantado mayor de la frontera de Andalucía en nombre de Don Juan Manuel y de Fadrique Alfonso de Castilla, hijo ilegítimo de Alfonso XI.[136] Además, su esposo era hijo de Enrique Enríquez el Mozo y de Juana de Guzmán y tataranieto del rey Fernando III de Castilla.[4] Sancha otorgó testamento en 1381[4][137] y fue sepultada junto a sus padres en la capilla de Santiago de la Mezquita-catedral de Córdoba.[122] Fueron padres de una hija, Juana Enríquez a quien su madre designó como heredera en su testamento de 1381 y que fue la primera esposa de Juan Alonso Pérez de Guzmán, primer conde de Niebla.[138]

No obstante lo anterior, otros autores señalan que Juan Ponce también contrajo matrimonio con Inés Enríquez, hija natural del infante Enrique de Castilla el Senador y de Mayor Rodríguez Pecha, aunque es posible, como han advertido Ruano y Jaime de Salazar y Acha, que la confundan con la segunda esposa de Juan Ponce, Inés Enríquez de Arana, y conviene señalar que hay constancia de que en cualquiera de los casos Inés Enríquez aún vivía hacia el año 1370, ya que hacia esa fecha ella y el tesorero Juan Rodríguez eran los dueños en Córdoba de unas casas en la barrera de Pedro de Mierla que estaban situadas precisamente enfrente de las llamadas casas de Juan Ponce. Del matrimonio de este último con Inés Enríquez habrían nacido los siguientes hijos:
- Pedro Ponce de Cabrera (m. después de 1344). Luis de Salazar y Castro le llamó en su Índice de las Glorias de la Casa Farnese progenitor de la Casa de Cabrera en Córdoba.[5] Fue caballero de la Orden de la Banda y combatió en la batalla del Salado y en el Sitio de Algeciras.[144] Contrajo matrimonio con Constanza Alfonso de Córdoba, hija de Alfonso Fernández de Córdoba, señor de Cañete de las Torres y adelantado mayor de la frontera de Andalucía, y de Teresa Jiménez de Góngora, con quien tuvo descendencia.[145][146][p]

- Guiomar Ponce de Cabrera. Contrajo matrimonio con el ricohombre Lope Ruiz de Baeza,[139] señor de La Guardia[150] e hijo de Ruy López de Baeza, señor de La Guardia y de Bailén, y de Sancha Jofre Tenorio, con quien tuvo descendencia.[151]

- Juan Ponce de Cabrera (m. 1326). Vicente Pérez de Sevilla afirmó que fue caballero de la Orden de Calatrava y de la Banda y que contrajo matrimonio con Beatriz López de Haro, con quien habría tenido una hija llamada Beatriz López de Cabrera, que se casó con Martín Fernández, IV señor de las Albolafias, aunque el mismo historiador señaló la posibilidad de que éste individuo hubiera sido confundido con su propio padre, Juan Ponce de Cabrera, ya que ambos murieron en fechas cercanas y estuvieron relacionados con el conflicto por la posesión de la villa de Cabra.[152]  Ello coincide en parte con lo afirmado por Francisco Ruano, que ya manifestó en el siglo XVIII que el hecho de que Juan Ponce de Cabrera hubiera tenido un hijo homónimo, como señaló José Pellicer, carecía de fundamento.[153]

Conviene señalar que Iluminado Sanz Sancho, basándose en diferentes obras y documentos, afirmó que Fernando Núñez de Cabrera, obispo de Córdoba entre 1346 y 1350, era pariente «muy próximo» de Juan Ponce de Cabrera y de su nieto Pedro Ponce de Cabrera, ejecutado en 1358 por orden del rey Pedro I de Castilla. Y de hecho, este último y dicho prelado fueron sepultados en la capilla de San Ildefonso de la Mezquita-catedral de Córdoba, conocida también como capilla de los Obispos.